# カオムーデーン
カオムーデーン (タイ語：ข้าวหมูแดง、原義は「赤豚肉のご飯」)はタイ料理のひとつで、ムーデーン（叉焼）を用いた米料理である。中華料理の叉焼飯（中国語: 叉烧饭；拼音: chā shāo fàn）が現地化したものである。
カオムーデーンは蒸した米（カオ）の上に、チャーシュー（ムーデーン）や中国ソーセージ（クンチアン）、半熟のアヒルの卵（または半熟の香辛料風味の味付け卵）、カリカリに揚げた豚ばら肉を乗せた一品料理である。薄切りのキュウリと青ネギを添え、甘い豆のグレービーソースをかけて供される。つけダレとしては黒醤油とチリビネガーがあり、ナムプリックパオをお好みで用いる。
カオムークロップ (タイ語：ข้าวหมูกรอบ、原義は「カリカリの豚肉ご飯」；中国語: 香炸五花肉盖饭, xiāngzhá wúhuā ròu gài fàn) はカオムーデーンの一種である。これは単に、チャーシューを用いないカオムーデーンである。
カオムーデーンとカオムークロップは共に、カオマンガイやカオカームー、カオナーペットなどの他の米料理と同様、屋台やフードコート、市場、レストランなどで頻繁に見られる料理である。
バンコクでは、シーロムやタラートプルー、ワット・トライミット、サオ・チャンチャ、タノン・プラエン・ナム、サム・プラエンなど、さまざまな街区に有名なカオムーデーン料理屋がある。